# Skalar
Skalár ali skalárna količina je v matematiki in fiziki neusmerjena količina, ki je določena in izražena samo s številom. Primeri skalarnih količin vključujejo dolžino, čas, temperaturo, delo, moč ... Izraz skalar je v matematiki protipomenka izraza vektor. Medtem ko vektor poleg vrednosti vsebuje tudi smer, skalar predstavlja zgolj numerično vrednost.